# غدرونة
الغَدرُونَة هو شكل زخرفي يتكون من منحنيات محدبة مسلسلة. وهو في الأثاث والفنون الزخرفية الأُخَر شريطٌ منحوت مزخرف من أقسام مستدقة ومنحنية بعضها متناوبة مقعرة ومحدبة وعادة ما تكون متباعدة على جانبي نقطة مركزية، ذات نهايات مستديرة تذكرنا بشكل غامض بتلات الزهور. استخدمت الغدرونة المشتقة من الناووس الرومي والآثار الأُخَر استخدامًا واسعًا خلال عصر النهضة الإيطالية وفي المراحل التقليدية لتصاميم القرنين الثامن عشر والتاسع عشر.

## الصور

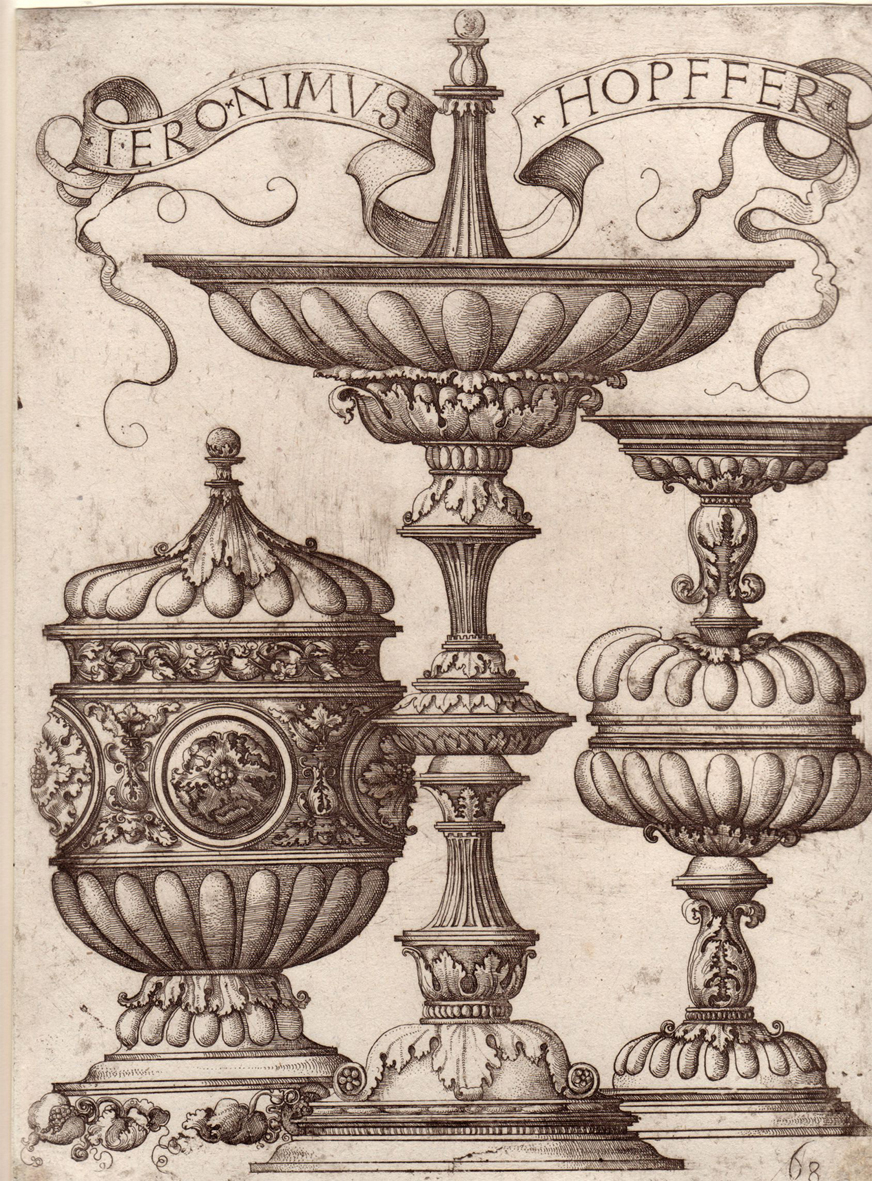
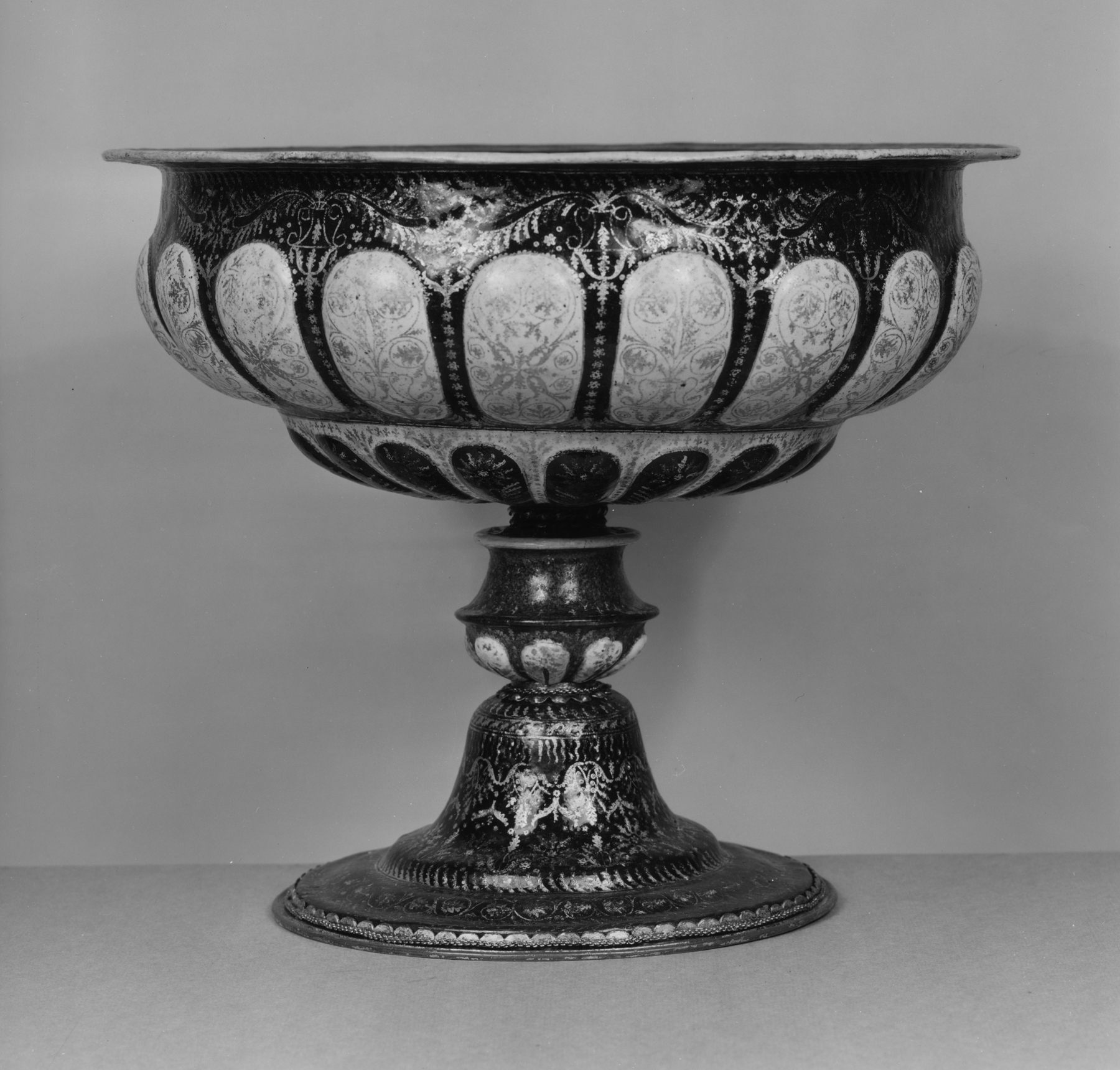
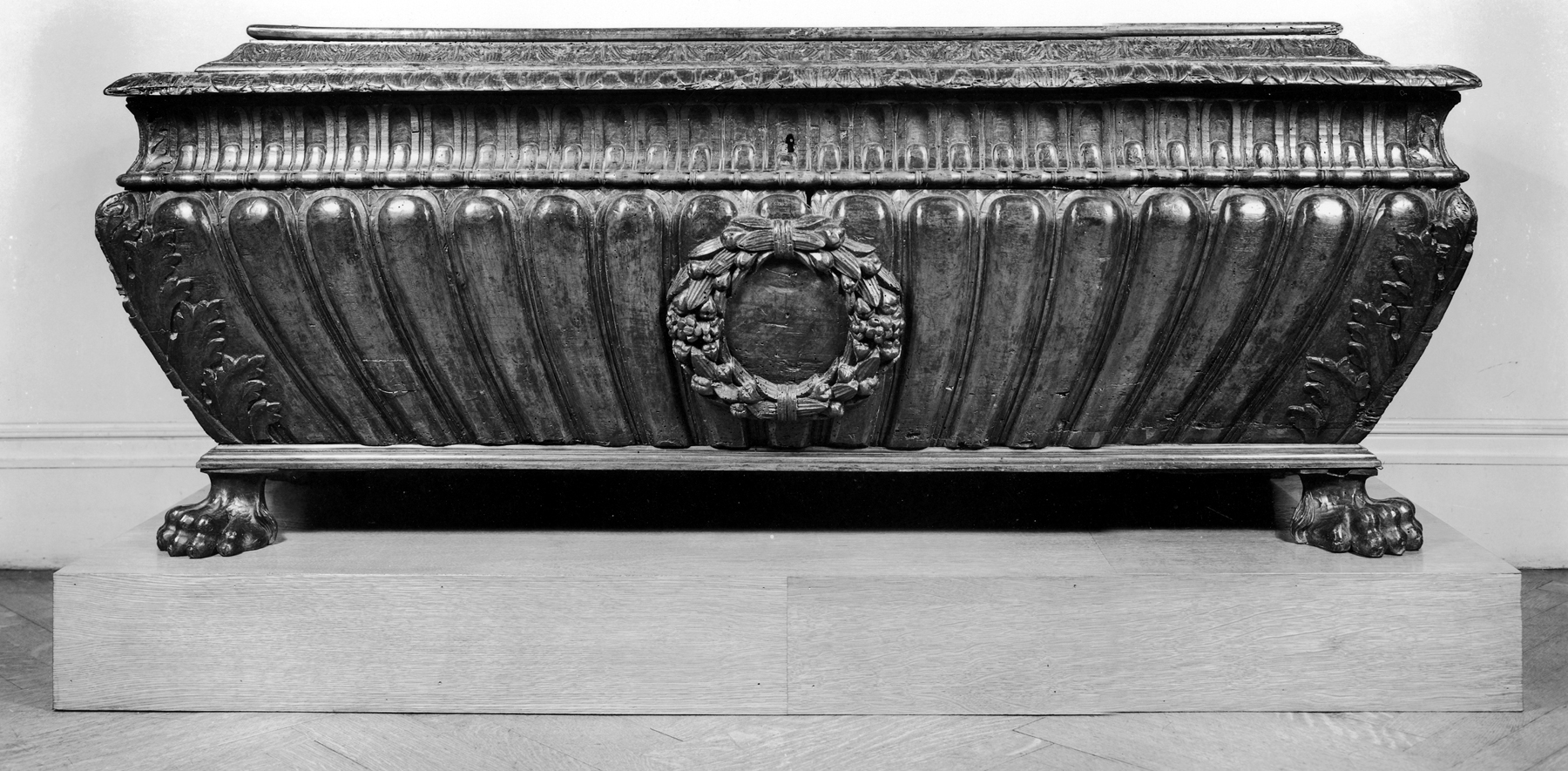
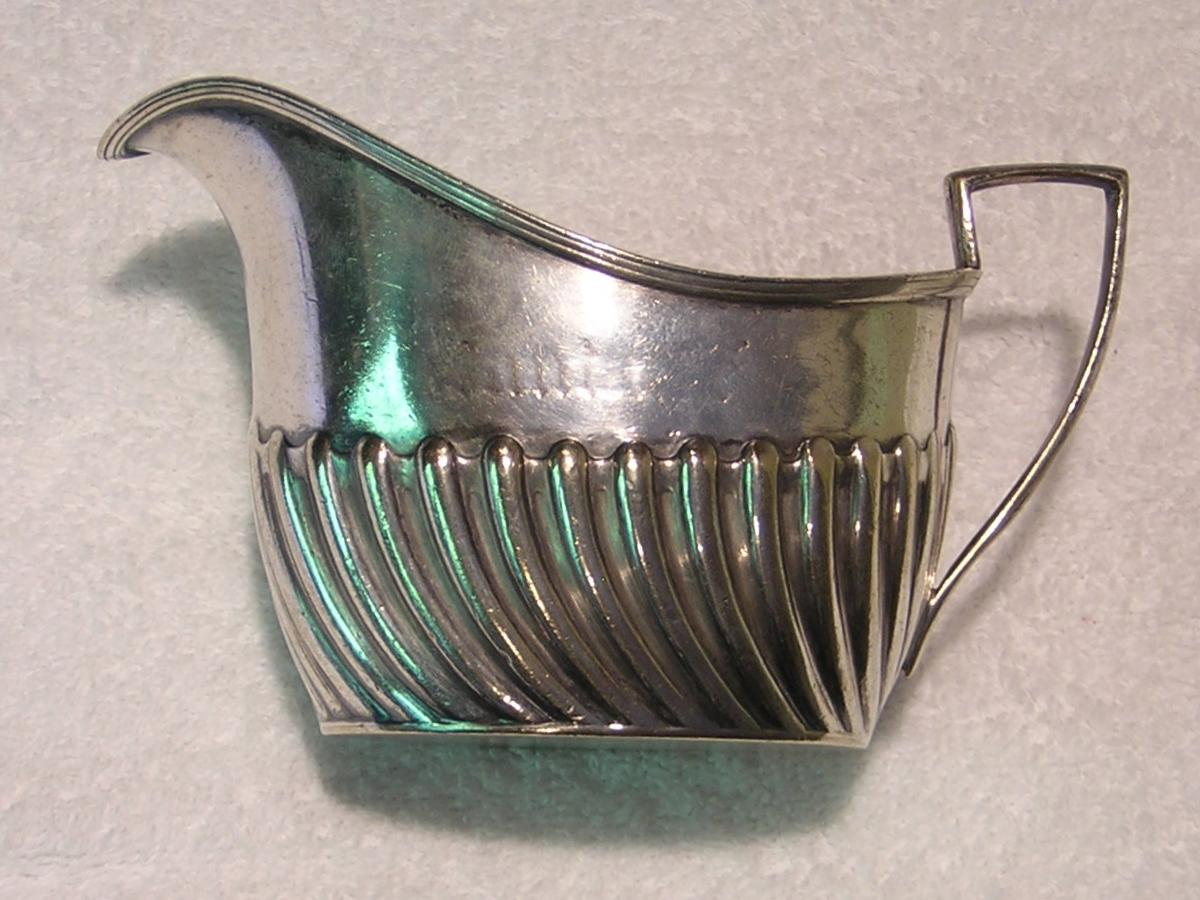
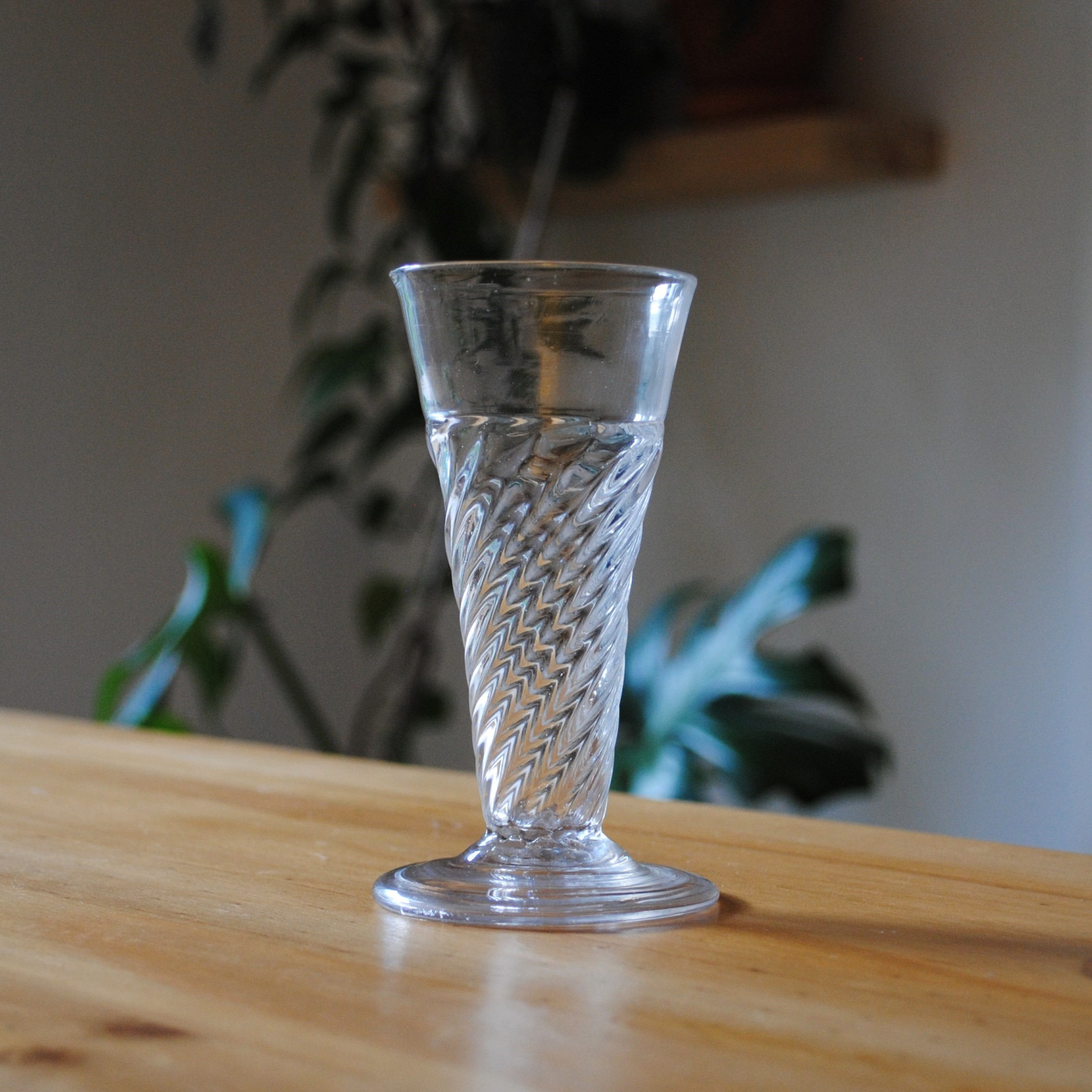